# Silant
Silant je lahki offroad tovornjak s pogonom na vsa kolesa. Proizvaja ga rusko podjetje Автоспецоборудование (Avtospecoborudovanje) iz Velikega Novgoroda. 